# Lorenz Rotermund
Lorenz Rotermund (1995) è un giocatore di football americano tedesco, di ruolo runningback.
Gioca a football americano nei Kiel Baltic Hurricanes dal 2016 (in seconda squadra fino al 2019, poi nel team principale).